# Armando Manuel
Armando Manuel (Uíge, 24 de março de 1972) é um economista, jornalista e político angolano filiado ao Movimento Popular de Libertação de Angola (MPLA).

## Biografia
Licenciou-se em economia pela Universidade Agostinho Neto em 1995. Obteve, em 2002, um mestrado em economia quantitativa pela Universidade Guildhall de Londres (actualmente constituída como Universidade Metropolitana de Londres). Possui ainda uma especialização em micro-finanças pela Escola de Governo John F. Kennedy da Universidade de Harvard.
Iniciou sua carreira profissional na docência, lecionando no Liceu Ginga Ambande, no Centro Pré Universitário de Luanda (PUNIV) e no Instituto Médio de Economia de Luanda (IMEL).
No domínio universitário, foi docente da Universidade Agostinho Neto, da Universidade Lusíada de Angola, da Universidade Católica de Angola e  do Instituto Superior Politécnico Metropolitano de Angola, tendo ministrado, dentre várias cadeiras, microeconomia, econometria, economia internacional, análise de projectos e métodos de previsão.
Armando Manuel ingressou ao Ministério das Finanças em 1993, exerceu várias funções ao longo da sua carreira, assim como integrou vários grupos de trabalho. Até 2006 exerceu funções de Director Nacional do Tesouro funções para as quais havia sido nomeando, altura em que havia sido contratado para trabalhar para o Fundo Monetário Internacional (FMI), como especialista em Gestão de Tesouraria, tendo para o efeito dispensado a oferta.
De 2003 a 2006 exerceu funções de Chefe de Departamento de Operações de Tesouraria e, entre 2002 e 2003, exerceu funções de Chefe de Departamento de Estudos. No ínterim também trabalhou no Núcleo de Mercado de Capitais.
Durante os anos de 2004, 2005 2006 e 2007, Armando Manuel foi colunista do periódico "Relatório Económico de Angola", publicado pelo Centro de Estudos e Investigação Cientifica da Universidade Católica de Angola, tendo sido redator dos temas de índole fiscal.
Exerceu funções públicas como Secretário para os Assuntos Económicos do Presidente da Republica entre 2010 e 2013 e foi também o primeiro Presidente do Conselho de Administração do Fundo Soberano de Angola.

### Ministro das Finanças
Foi Ministro das Finanças da República de Angola entre maio de 2013 e setembro de 2016. Durante seu mandato, liderou extensas reformas no sector público e fiscal. Na sua gestão conduziu proactivamente o processo de estabilidade macroeconômica com várias reformas estruturais, particularmente na época em que os preços globais do petróleo sofreram uma espiral descendente. Em 2014, Armando Manuel foi galardoado pelo The Banker como o Ministro das Finanças de África, fruto das reformas iniciadas no domínio das Finanças Públicas.
Em 2015, Armando Manuel liderou a equipa que emitiu o primeiro eurobond de Angola, na altura uma operação de sucesso, quer pela qualidade do processo de due diligence, do prospeto, dos roadshows, do nível de subscrição e da qualidade dos investidores com apetite nos títulos de Angola.
No segundo trimestre de 2016, Armando Manuel e José Pedro de Morais Jr, então Governador do Banco Nacional de Angola, iniciam conversações com o FMI para um programa de apoio à diversificação e relançamento da economia. Por ausência de apoio político na altura, a iniciativa foi abortada, Armando Manuel deixa o cargo de Ministro das Finanças, regressando à academia.  

### Carreira no FMI
Desde novembro 2018, é Director Executivo Adjunto do Banco Mundial em representação de Angola, Nigéria e África do Sul. Antes de ingressar ao Banco Mundial, Armando Manuel foi quadro do FMI, no Departamento de Assuntos Fiscais (FAD), aonde exerceu funções de Consultor para Gestão das Finanças Públicas. A sua carteira abarcava os países africanos de expressão portuguesa e uns poucos países da América Latina.

## Ensaios e publicações
- Evidencia empírica do processo de Estabilização da Economia Angola, Contribuições de Politica Fiscal,

2006- Congresso de Economistas Lusófonos.
- Empirical Edidences on Power Purchasing Parity, a case study for Angola,  London Guildhall University, 2001
- Angola Economic Growth explained by expected boom in Oil production,  London, 1999
- Democracias e Desenvolvimento Econômico em África, Luanda 2005
- Finanças Pessoais, Luanda 2010